# 佩内音乐台
佩内音乐台（Kiosque Peynet）是法国瓦朗斯的一座历史建筑，建于1862年，以雷蒙德·佩内（Raymond Peynet，1908-1999）命名。
佩内音乐台于1982年列为法国历史古迹。